# In Love We Trust
In Love We Trust (Zuo You) è un film del 2007 diretto da Wang Xiaoshuai.